# ガウ (ガンダムシリーズ)
ガウ (GAW) とは、アニメ『機動戦士ガンダム』を始めとする『ガンダムシリーズ』のうち、宇宙世紀を舞台とする作品に登場する架空の兵器（航空機）である。

## 機体解説
ジオン公国が開発した大気圏内用大型輸送機 / 爆撃機である。ガルダ級登場までは、ガンダムシリーズ最大の航空機であった。また、熱核反応炉を搭載し、その電力により熱核ジェットエンジン18基を駆動し、ほぼ無限の航続距離がある。だが、コロニー内のシミュレーションのみで設計された機体であったため、ドップと同じく揚力だけで飛行を支えるのは不可能であり、全速航行時でも下方ジェット噴射に揚力の30パーセントを頼っていたという。ただし漫画『機動戦士ガンダム MSV-R ジョニー・ライデンの帰還』では一年戦争後の運用時に「年代物の燃費食らい」との評価もされており、また『機動戦士ガンダム 公式百科事典』においてはガウの航続距離がほぼ無限であるという話はジオン開発者たちの初期計画における机上の空論としている。
陸上での長距離移動能力に乏しいモビルスーツを運用するために開発され、MSを胴体部に3機（4機）、ドップ戦闘機を両翼にそれぞれ4機搭載可能である。
あたかも空飛ぶ空母のごとき威容と機動兵器搭載運用能力を持つことから「攻撃空母」と呼ばれる。また、砲手が乗り込んで手動操作するタイプの連装メガ粒子砲を3基装備するなど艦艇に近い重武装が施され、絨毯爆撃をも市街地廃墟などで展開している。南米の連邦軍総司令部ジャブローに対しては、連邦軍兵士に「定期便」と揶揄されるほどの爆撃をたびたび行っていた。また、オデッサ戦でも多数投入された。
方向転換に使用できるのは垂直尾翼のみという構造上の問題のせいで鈍重で機動力は非常に低かったとされる。前方にMSの発進口を設けたため、MS降下時には速度を落とさねばならず、その際の速度が時速100km程度と非常に低速だったため、ジャブロー強襲作戦では連邦軍の良い標的となったという。また、同作戦中のガウはドップを搭載せず、艦載機発進口のカタパルト上部に多数の空対地ミサイルランチャーを仮設。MS隊降下の露払いとしてジャブローにミサイル攻撃を仕掛けた。護衛のドップ部隊は最初からガウの周囲を飛翔している。
特筆すべき事項として、宇宙往還機の母艦機能がある。大気圏突入カプセルコムサイの空中収容とブースターなしでの弾道飛行のための自力発進が可能。航続距離の短いコムサイを連邦軍制空圏手前で回収し、弾道軌道で味方基地近辺に送り出すことでコムサイの生存率は著しく向上したとされる。
また、装備の違いによりいくつかのバリエーションが存在するという説もある。
なお、本機の名称を「ガウ級」と艦船のようにクラス名としたのは『機動戦士ガンダム 公式百科事典』が最初であり、『ジョニー・ライデンの帰還』でもこれに倣っている。

## 劇中での活躍
『機動戦士ガンダム』テレビ版第6話で、ガルマ・ザビの旗艦として登場、第10話でガルマと共に散った。第11話では、ガルマの副官ダロタ中尉が残存するガウ三隻のみでホワイトベースを追撃するが、ガンダムとガンキャノンの白兵攻撃によって全艦が撃沈されている（しかしそのうち一隻は、同乗したイセリナ・エッシェンバッハの操縦により、墜落しつつもガンダムに体当たりを敢行した）。その際ガンダムがガウの垂直尾翼方向舵を強引に取り外そうとすると、方向舵の動きに連動して操縦用の舵輪が動き、操縦士が倒されるというカットがある。オデッサ作戦にあたる第25話冒頭では、ダブデの上空を飛翔している本機が描かれた。第29話では、ジャブロー攻撃のためにキャルフォルニアベースを発進したガウの大部隊が登場。モビルスーツを大量に降下させるも、対空砲火で被害を受けた。第30話ではジャブローに夜間爆撃を行い、連邦軍を油断させてマッドアングラー隊の潜入を助けた。　
一年戦争を題材にした作品にも数多く登場した。OVA『機動戦士ガンダム 第08MS小隊』では、第9話で登場。オデッサから撤退する部隊が使用し、コジマ大隊第08MS小隊と遭遇。損傷して不時着した。OVA『機動戦士ガンダム MS IGLOO-黙示録0079-』第1話では、ジャブローを襲撃したゼーゴックの回収に投入される。4回目の回収作戦でコア・ブースターII・インターセプトタイプ2機に襲撃され、撃墜された。OVA『機動戦士ガンダム MS IGLOO 2 重力戦線』では、第3話のオデッサ作戦においてガウ2機が登場する。コア・ファイター2機の攻撃で内1機が撃墜された。
また、小説版『機動戦士ガンダム』では宇宙空母と扱われ、漫画『機動戦士ガンダム THE ORIGIN』では、アッザムを輸送可能な機首ハッチが大きく開く特殊型など、作品によって仕様が異なる機種も登場した。
なお、一年戦争以降が舞台の作品には、外伝作品『機動戦士ガンダムUC 『袖付き』の機付長は詩詠う』の等一部を除いてほとんど登場していない。

## ガウ改
アトラクション『ガンダム新体験 グリーンダイバーズ』に登場する地球連邦軍の大気圏内用大型輸送機。デザイナーは藤田一己。 ジオン公国のガウの意匠を残しつつも、形状自体はガルダに近い。船体上部には開閉式エレベータハッチが常設されている。
宇宙世紀0087年12月6日の豪華宇宙客船プロスペロー号落下事件発生の際に、民間人ブリッグス姉弟が乗った小型脱出カプセル「エアリアル」救助のため、地球連邦軍第91救助隊所属機である当艦があたり、無事収容している。
小説『ADVANCE OF Ζ 刻に抗いし者』では本編においてグレイトソルト基地にMS用部品を輸送中のガウ改輸送機「アトバラナ」がケラウノスの陸戦隊に鹵獲される。また番外編「分岐」にてアトバラナは主人公ヨーンの母艦として登場。艦載機にネモ、ガンキャノン・ディテクター、ワグテイルIIexを搭載し北米及びキリマンジャロ基地攻略戦を転戦する。

## 備考
Wikipediaの当記事に掲載されていた型式番号「ACA-01」は、個人のウェブサイトで創作された非公式設定が無断転載されたものである（型番に付随していた設定も同様）。ただし『ガンダムエース』誌に掲載された外伝作品で型番の使用が確認されており、一部が設定として取り入れられている可能性がある。